# It's Not Me, It's You World Tour
It's Not Me, It's You World Tour é a segunda turnê da cantora e compositora inglesa Lily Allen, em suporte ao seu segundo álbum de estúdio It's Not Me, It's You (2009). Teve início em 14 de março de 2009 em Glasgow, na Escócia, e fim em 10 de setembro de 2010, em Londres, Inglaterra.

## Atos de abertura
- Example (Inglaterra e Irlanda - Novembro/Dezembro)[2]
- La Roux (Inglaterra - Março)[2]
- Natalie Portman's Shaved Head/Brite Futures (América do Norte)[3]
- Just Jack (Apenas em 11 de julho e 22 de outubro)
- Dizzee Rascal (Austrália - Apenas em Brisbane)
- Calvin Harris (Austrália - Apenas em Brisbane)
- The Big Pink (Londres - 10 de setembro)
- White Rabbits (Londres - 10 de setembro)
- Professor Green (Austrália - datas de 2010)

## Repertório
O repertório abaixo é representativo do concerto ocorrido em 28 de novembro de 2009, não correspondendo necessariamente aos outros shows da turnê.
1. "Everyone's at It"
2. "Back to the Start"
3. "LDN"
4. "I Could Say"
5. "Oh My God"
6. "Kabul Shit"
7. "Who'd Have Known"
8. "Just Be Good to Green"
9. "Littlest Things"
10. "22"
11. "Not Fair"
12. "Fuck You"

Bis
1. "Smile"
2. "The Fear"
3. "Womanizer" (cover de Britney Spears)

1. "Everyone's at It"
2. "I Could Say"
3. "22"
4. "Oh My God"
5. "LDN"
6. "Back to the Start"
7. "Littlest Things"
8. "Smile"
9. "The Fear"
10. "Womanizer" (cover de Britney Spears)
11. "Fuck You"
12. "Not Fair"